# Magnyitogorszk
Magnyitogorszk (cirill betűkkel Магнитогорск) város Oroszország Cseljabinszki területén, az Ural hegység déli részén, a Déli-Urálban,  az Ural folyó mentén található.
Nevét a Magnyitnaja hegyről kapta, amelyet szinte teljesen vasérc alkot (az érc vastartalma 55 és 60% közötti). Itt található a legnagyobb orosz kohászati üzem acélgyártáshoz és -feldolgozáshoz, amelyet a Szovjetunió első ötéves terve alatt építettek, a sztálini diktatúra idején.
A 2094 Magnitka aszteroida a városról kapta nevét.

## Története

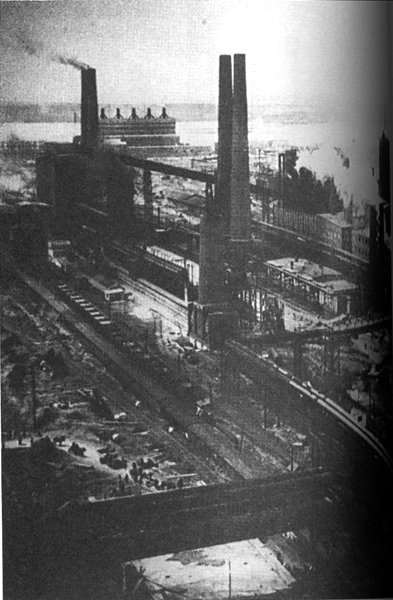
A vasüzem az 1930-as években

Az első erődöt 1743-ban építették itt, de csak Sztálin ötéves tervének megvalósulásaként épült fel Magnyitogorszk városa. A diktátor a szovjet acélgyártást kívánta maximalizálni az eredeti tőkefelhalmozási programoknak megfelelően, amit döntően szükségesnek ítélt fejleszteni a szocialista gazdaság szempontjából. Ezért döntött úgy, hogy éppen ezen a területen, amely gazdag vasércben, valósítja meg az ország két legnagyobb acélipari központjainak egyikét (a másik a sztálinszki NKMK volt). Példaként az amerikai Pittsburgh és Gary városok nagy ipari üzemei szolgáltak. A munkaerőt a környék parasztjai közül toborozták, akikhez azonban csekély felkészültségük miatt több száz szakértő csatlakozott, más országokból is. Így keletkezett a Magnyitogorszkij Metallurgicseszkij Kombinát (MMK) óriási kohászati gyára, más néven a „Magnyitka”, amely évtizedekig a Szovjetunió legnagyobb acélipari központja volt, és a világon is az egyik legnagyobb.
A vas- és acélüzem mellé épített várost a lineáris városok klasszikus szabályai szerint tervezték, nagy, fákkal szegélyezett utakkal, a munkások és családjuk számára kialakított nagy lakótömbökkel. 1931-ben a település városi rangot kapott, de 1937-ben kiutasították a külföldi állampolgárokat, és Magnyitogorszkot zárt várossá nyilvánították.
A második világháború alatt szüntelenül szállított acélt a Vörös Hadseregnek, és távoli helyzete miatt katonai támadás sem érte.
A peresztrojka alatt, az 1980-as évek végén megszűnt zárt városi státusza, és a kohászati üzemet részvénytársasággá szervezték át, amely később hozzájárult a repülőtér és a vasút építéséhez.
A környékén lévő bányákat jelenleg már nem használják, mivel olcsóbbá vált az ásványi anyagok Kazahsztánból történő behozatala.

## Kultúra

### Oktatás
Három egyetem működik a városban: az Állami Műszaki Egyetem (MGTU), az Állami Egyetem (MaGU) és az Állami Konzervatórium (MGK).

## Infrastruktúra és közlekedés
A városnak van nemzetközi repülőtere és vasútállomása.
Az INRIX szerint Oroszországban a város úthálózata a 36. leginkább torlódásokkal terhelt volt 2019-ben.

## Sport
A város jégkorongcsapata, a Metallurg Magnyitogorszk, a Kontinentális Jégkorong Ligában játszik, futballcsapata, a Futbolnij Klub Magnyitogorszk, pedig az Orosz amatőr labdarúgó-bajnokságban.

## Kitüntetései

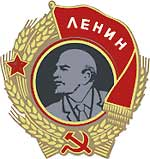
Lenin-rend, 1979

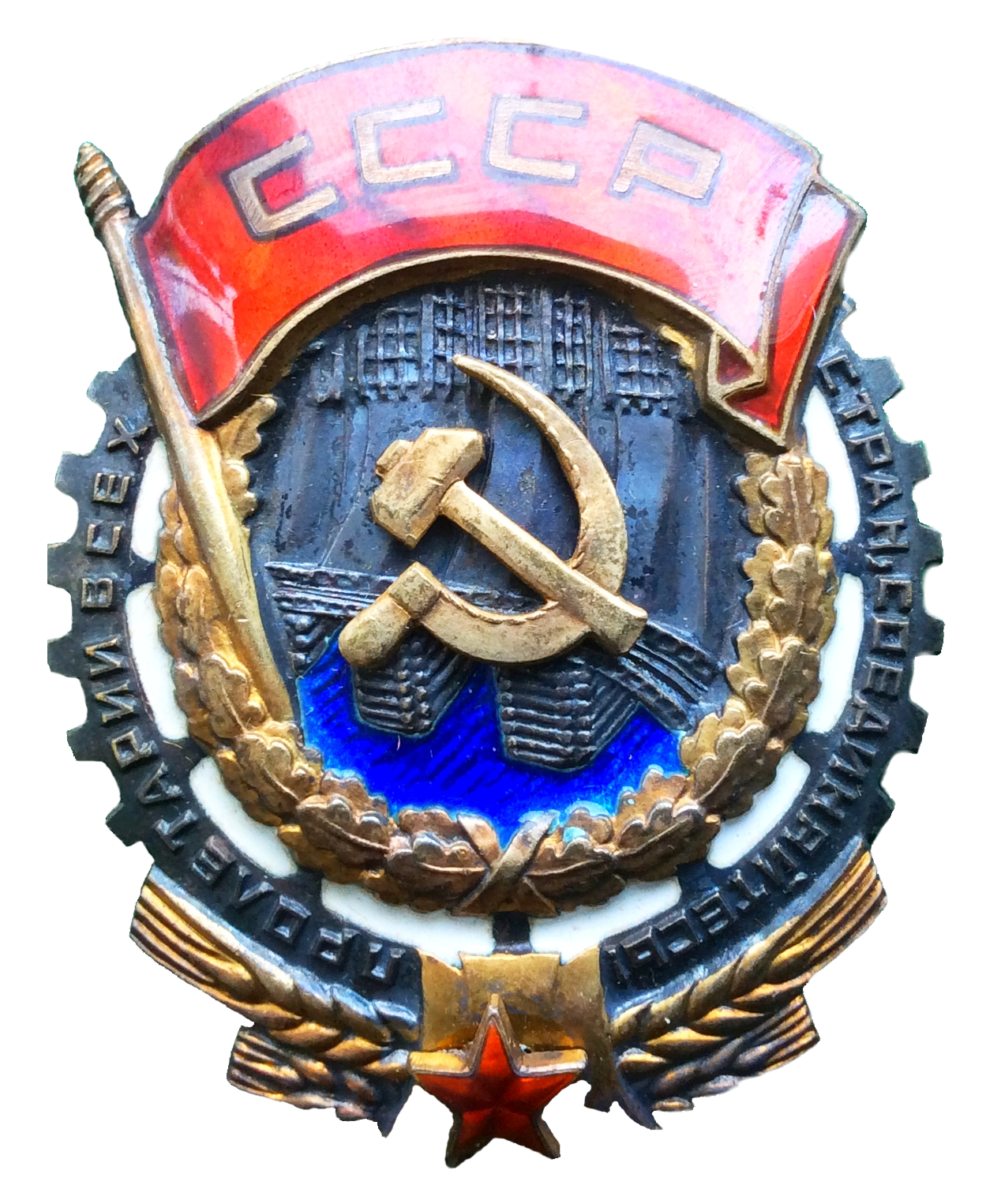
A A Munka Vörös Zászló Érdemrendje

## Testvérvárosi kapcsolatai
- KAZ: Atirau
- GER: Brandenburg an der Havel
- BLR: Homel
- LVA: Daugavpils
- CHN: Huajan

## Fordítás
Ez a szócikk részben vagy egészben  a   Magnitogorsk című olasz Wikipédia-szócikk ezen változatának fordításán alapul.  Az eredeti cikk szerkesztőit annak laptörténete sorolja fel. Ez a jelzés csupán a megfogalmazás eredetét és a szerzői jogokat jelzi, nem szolgál a cikkben szereplő információk forrásmegjelöléseként.